# Coenotephria judicariae
Coenotephria judicariae är en fjärilsart som beskrevs av Adriano Fiori 1931. Coenotephria judicariae ingår i släktet Coenotephria och familjen mätare. Inga underarter finns listade i Catalogue of Life.